# Vasile Sănduleac
Vasile Sănduleac (* 2. Januar 1971 in Bălți) ist ein moldauischer Schachspieler, -schiedsrichter und -trainer.
Er studierte an der Staatlichen Alecu-Russo-Universität in Bălți Informatik.
Die moldauische Einzelmeisterschaft konnte er fünfmal gewinnen, nämlich in den Jahren 1998, 2001, 2003, 2007 und 2008. 2001 und erneut 2002 gewann er das Somes-Festival in Satu Mare. Ebenfalls 2002 gewann er ein Turnier in Subotica. 2004 gewann er das Dezember 1989 Revolutions-Turnier in Bukarest, 2005 den Cupa ULIM in Chișinău und 2009 das 13. Open Cote d'Argent in Naujac-sur-Mer. Beim 10. Open in Saint-Chély-d’Aubrac wurde er 2010 hinter Jean-Marc Degraeve Zweiter.
Mit der moldauischen Nationalmannschaft nahm er seit an den Schacholympiaden 1998, 2000, 2002, 2004, 2006, 2008, 2010 und 2014 teil. Vereinsschach spielte er in Moldau, der Bundesrepublik Jugoslawien, Rumänien, Luxemburg und Irland, er wurde 2010 mit CE Dudelange luxemburgischer Mannschaftsmeister. Am European Club Cup nahm er 1997 mit dem moldauischen Verein Rezina-Gaz Chişinău und 2013 mit dem irischen Adare Chess Club teil.
Seit April 2006 trägt er den Titel Internationaler Großmeister. Die Normen hierfür erzielte er bei der Schacholympiade 2002 in Bled, dem 8. Mirko Srajber Memorial 2003 in Subotica und der A-Gruppe des Winter Cups 2006 in Bukarest. Seit April 2012 trägt er auch den Titel FIDE-Schiedsrichter und seit 2015 den Titel Internationaler Schiedsrichter der FIDE. Schiedsrichter für Schachturniere ist er in Rumänien und Moldau. Den offiziellen Titel FIDE Trainer trägt er seit 2014.